# Roman Kučera (sportovní lezec)
Roman Kučera (* 1. června 1993) je český sportovní lezec a reprezentant, vicemistr ČR v lezení na obtížnost a v boulderingu. V celkovém hodnocení Českého poháru se dvakrát objevil na stupních vítězů.

## Výkony a ocenění
- 2013: akreditace hlavního stavěče cest od Českého horolezeckého svazu

### Závodní výsledky
| Světový pohár (nalevo jsou poslední závody v roce) | Světový pohár (nalevo jsou poslední závody v roce) | Světový pohár (nalevo jsou poslední závody v roce) |
| Rok                                                | 2015                                               | 2016                                               |
| -------------------------------------------------- | -------------------------------------------------- | -------------------------------------------------- |
| Bouldering                                         | mimo bodované pořadí                               | mimo bodované pořadí                               |
| jednotlivě                                         | 87-88,-,-,-,-                                      | 77-78,-,-,-,-,-,78                                 |

| Mistrovství Evropy | Mistrovství Evropy |
| Rok                | 2015               |
| ------------------ | ------------------ |
| Bouldering         | 55-56              |

| Mistrovství ČR | Mistrovství ČR | Mistrovství ČR | Mistrovství ČR | Mistrovství ČR | Mistrovství ČR |
| Rok            | 2010           | 2011           | 2012           | 2015           | 2016           |
| -------------- | -------------- | -------------- | -------------- | -------------- | -------------- |
| Obtížnost      | 6              | 4              | 2              |                |                |
| Bouldering     |                |                | 3              | 7              | 2              |

| Český pohár (nalevo jsou poslední závody v roce) | Český pohár (nalevo jsou poslední závody v roce) | Český pohár (nalevo jsou poslední závody v roce) | Český pohár (nalevo jsou poslední závody v roce) | Český pohár (nalevo jsou poslední závody v roce) | Český pohár (nalevo jsou poslední závody v roce) | Český pohár (nalevo jsou poslední závody v roce) | Český pohár (nalevo jsou poslední závody v roce) |
| Rok                                              | 2010                                             | 2011                                             | 2012                                             | 2013                                             | 2014                                             | 2015                                             | 2016                                             |
| ------------------------------------------------ | ------------------------------------------------ | ------------------------------------------------ | ------------------------------------------------ | ------------------------------------------------ | ------------------------------------------------ | ------------------------------------------------ | ------------------------------------------------ |
| Obtížnost                                        | 12                                               | 16                                               | 13                                               | 2                                                | 4                                                | 19-20                                            |                                                  |
| jednotlivě                                       | 6,12,-                                           | 0,4,0,0                                          | ,-,-,-                                           | 7,4,,                                            | 5,4,4,6                                          | -,-,-,8                                          |                                                  |
|                                                  |                                                  |                                                  |                                                  |                                                  |                                                  |                                                  |                                                  |
| Bouldering                                       | 45                                               | 21                                               | 16                                               | 5                                                | 4                                                | 4                                                | 3                                                |
| jednotlivě                                       | -,23,-                                           | -,-,6,-,-                                        | -,,-,-                                           | 12,7,3,5,8                                       | 5,-,7,,6,9                                       | 6,7,,8,8,6                                       | ,4,5,7,5,                                        |

| Mistrovství světa juniorů | Mistrovství světa juniorů | Mistrovství světa juniorů |
| Rok                       | 2010 kat. A               | 2012 junioři              |
| ------------------------- | ------------------------- | ------------------------- |
| Obtížnost                 | 40-41                     | 17                        |
| Rychlost                  | —                         | 13                        |

### Skalní cesty
- Fun de Chichunne, 8a, OS, [3]